# Scandal Show
Albums de Scandal
Baby Action
(2011) Queens Are Trumps
(2012)
Scandal Show est la première compilation du groupe Scandal sortie le 7 mars 2012 et comportant 16 pistes.

## Liste des titres
| No  | Titre                                                  | Paroles                       | Musique          | Arrangement(s)                 | Durée |
| --- | ------------------------------------------------------ | ----------------------------- | ---------------- | ------------------------------ | ----- |
| 1.  | 春風 (Harukaze)                                        | Scandal, Noriyasu Isshiki     | Noriyasu Isshiki | Atsushi                        | 4:37  |
| 2.  | 少女Ｓ (Shōjo S)                                       | Tomomi Ogawa                  | Yuichi Tajika    | Ken Ijima                      | 3:11  |
| 3.  | Doll                                                   | Tomomi Ogawa                  | Satoshi Tokita   | Susumu Nishikawa, Scandal      | 3:24  |
| 4.  | Beauteen!!                                             | Tomomi Ogawa, Kyon            | Youtorilon       |                                | 3:40  |
| 5.  | 太陽と君が描くSTORY (Taiyou To Kimi Ga Egaku STORY)    | Tomomi Ogawa, Tanaka Hidenori | Hidenori Tanaka  | Takeshi Fujii, Keita Kawaguchi | 3:57  |
| 6.  | Love Survive                                           | Hidenori Tanaka, Haruna Ono   | Hidenori Tanaka  | Atsushi                        | 3:42  |
| 7.  | Pride                                                  | Hidenori Tanaka, Tomomi Ogawa | Hidenori Tanaka  | Keita Kawaguchi                | 4:31  |
| 8.  | スイッチ (Switch)                                      | Tomomi, Yuichi Tajika         | Yuichi Tajika    |                                | 4:03  |
| 9.  | 瞬間センチメンタル (Shunkan Sentimental)               | Scandal, Natsumi Kobayashi    | Yuichi Tajika    | Keita Kawaguchi                | 3:44  |
| 10. | ハルカ (Haruka)                                        | Hidenori Tanaka, Haruna Ono   | Hidenori Tanaka  | Keita Kawaguchi                | 5:07  |
| 11. | スキャンダルなんかブッ飛ばせ (Scandal Nanka Buttobase) | Aki Yoko                      | Uzaki Ryudo      | Takeshi Fuji                   | 3:29  |
| 12. | Everybody Say Yeah!                                    | Tomomi Ogawa, Onoe Bun        | Tomohiro Okubo   | Keita Kawaguchi                | 3:43  |
| 13. | カゲロウ (Kagerou) -album mix-                         | Tomomi Ogawa                  | Jin Nakamura     | Jin Nakamura                   | 4:25  |
| 14. | Sakuraグッバイ (SAKURA Goodbye)                        | Tomomi Ogawa, MASTERWORKS     | MASTERWORKS      | Kotaro Kubota                  | 3:57  |
| 15. | Scandal Baby                                           | Yuichi Tajika, Tomomi Ogawa   | Yuichi Tajika    | Yuichi Tajika, Keita Kawaguchi | 5:05  |
| 16. | SCANDALのテーマ (Scandal No Theme)                     |                               |                  |                                | 1:36  |

## Composition du groupe
- Haruna Ono : guitare, chants (principal)
- Tomomi Ogawa : basse, chants (2e voix)
- Mami Sasazaki : guitare solo, chants (3e voix)
- Rina Suzuki : batterie, chants (4e voix)